# 2004年飓风卡尔
飓风卡尔（英語：Hurricane Karl）是2004年大西洋飓风季形成的一场强劲佛得角型飓风，也是该季第11场获得命名的风暴，第8场飓风和第6场大型飓风。系统源自9月13日离开非洲海岸的强劲东风波，于9月16日成形。成为热带风暴后，卡尔快速增强，先后两度达到大型飓风标准。9月21日，风暴达到风力时速230公里的最高强度，在萨菲尔-辛普森飓风等级下属四级飓风的较高标准。气旋在北上期间减弱，于9月24日在北大西洋转变成温带气旋，最终于9月28日被另一个天气系统吸收。卡尔转变而成的温带风暴一度吹袭法罗群岛，但没有造成破坏或人员伤亡。

## 气象历史
9月13日，一股强劲东风波离开非洲海岸进入大西洋。系统的组织结构逐渐改善，于9月16日早上在佛得角群岛西南偏西方向约1080公里海域发展成本季第十二号热带低气压。系统沿副热带高压脊的边缘向西移动，经过热带大西洋开放海域。当天下午，低气压继续快速组织，美国国家飓风中心将其升级成热带风暴并以“卡尔”（Karl）命名。风暴上空有上层反气旋产生良好外流，行经洋面水温也正在一年中最高的时期，在这样的双重利好条件下，气旋于9月17日开始快速增强，同时逐渐发展出尺寸很小的风眼并升级成飓风。由于风切变很少，水温达28°C左右，飓风在9月18日早上继续快速强化。当天下午，卡尔的强度趋于平稳，持续风速约为每小时175公里，属二级飓风标准。9月18日深夜，卡尔达到三级飓风强度，成为2004年大西洋飓风季的第6场大型飓风。9月19日，风暴继续增强，风眼一直层次分明，风速提升至每小时215公里，最低气压948毫巴（百帕），成为四级飓风。9月20日清晨，气旋强度因眼墙置换出现小幅回落，降至强烈三级飓风标准，卡尔这时还开始因副热带高压脊出现薄弱环节而大幅向北面转向。
9月20日，飓风因风切变略有增多，同时还进入又一轮眼墙置换周期而停止增强。但到了这天晚上，卡尔又因水温较高而快速增强，于9月21日清晨达到风力时速230公里，最低中心气压938毫巴（百帕，27.7英寸汞柱）的最高强度，属强劲四级飓风标准。21日早上，风暴在北上期间又一次开始眼墙置换，同时还因垂直风切变增多而弱化。减弱趋势持续到夜晚，到9月22日清晨时分，气旋已降级成二级飓风。接下来卡尔放慢弱化速度并转朝东北偏北移动，其强度到下午时分已趋于平稳，属二级飓风标准。当天深夜，气旋因风切变消失而开始再度增强。这次强化过程一直持续到9月23日早上，卡尔再度成为大型飓风，风速达到每小时205公里，登上最后一波强度高峰。不久后，风暴因行经洋面水温降低、风切变增多而迅速弱化，当天深夜就降级成一级飓风，下层环流因强烈西南向垂直风切变的影响而同中层环流分离。

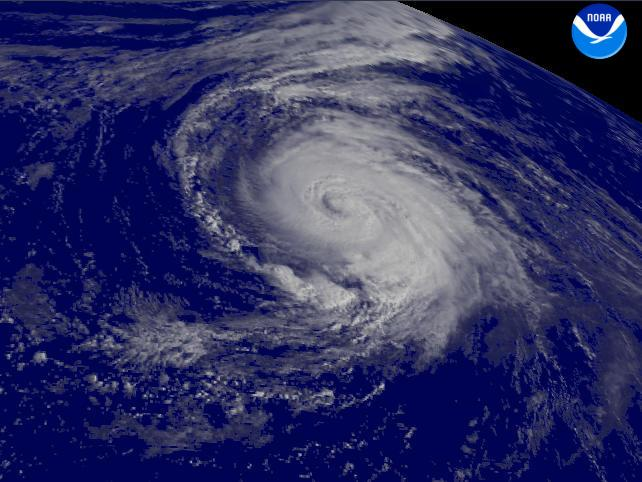
9月22日飓风卡尔的卫星图像

9月24日清晨，气旋逐渐减弱并继续在中北大西洋开放海域上空向东北偏北方向前进。卡尔此时仍有一级飓风强度，并在接触到斜压区后开始失去热带天气系统特征。经过北纬约47°海域后不久，卡尔转变成温带气旋，并且风速很快就降至低于飓风标准。温带风暴接下来登陆法罗群岛并产生飓风强度阵风。弱化成温带低气压后，气旋向东北方向前进，之后又转朝东面移动，先后穿越大西洋和北海，最终在抵达挪威海域后于9月28日被另一股温带低气压吸收。

## 影响
卡尔转变成温带气旋后以持续风速每小时近110公里强度登陆挪威，阵风时速则达到144公里。但是，没有任何报道表明当地因此遭受破坏或是有人员伤亡，也没有任何船只在海上直接遭遇风暴，“鹿特丹号”（Rotterdam）船只一度在北大西洋测得83公里风速，比其它船只都高。此时卡尔尚有一级飓风强度，正在转变成温带风暴。